# 三八青年红旗包车组
三八青年红旗包车组建于1959年3月8日，担任沈阳至北京11/12次特别快车（现Z12/13、Z14/11次列车）的乘务工作。1959年8月6日中共沈阳铁路局委员会和沈阳铁路局授予该组此称号，集体记大功一次。其事迹被拍成电影《12次列车》。